# Pairinhac d'Alèir
Pérignat-sur-Allier és un municipi francès situat al departament del Puèi Domat i a la regió d'Alvèrnia-Roine-Alps. L'any 2007 tenia 1.340 habitants.

## Demografia

### Població
El 2007 la població de fet de Pérignat-sur-Allier era de 1.340 persones. Hi havia 502 famílies de les quals 96 eren unipersonals (44 homes vivint sols i 52 dones vivint soles), 165 parelles sense fills, 213 parelles amb fills i 28 famílies monoparentals amb fills.
La població ha evolucionat segons el següent gràfic:
Habitants censats

### Habitatges
El 2007 hi havia 547 habitatges, 516 eren l'habitatge principal de la família, 7 eren segones residències i 23 estaven desocupats. 522 eren cases i 23 eren apartaments. Dels 516 habitatges principals, 438 estaven ocupats pels seus propietaris, 64 estaven llogats i ocupats pels llogaters i 14 estaven cedits a títol gratuït; 2 tenien una cambra, 13 en tenien dues, 59 en tenien tres, 165 en tenien quatre i 277 en tenien cinc o més. 423 habitatges disposaven pel capbaix d'una plaça de pàrquing. A 157 habitatges hi havia un automòbil i a 337 n'hi havia dos o més.

### Piràmide de població
La piràmide de població per edats i sexe el 2009 era:
| Homes | Edats   | Dones |
| ----- | ------- | ----- |
| 0     | 95 o +  | 4     |
| 0     | 90 a 94 | 0     |
| 4     | 85 a 89 | 0     |
| 8     | 80 a 84 | 0     |
| 8     | 75 a 79 | 24    |
| 12    | 70 a 74 | 16    |
| 16    | 65 a 69 | 12    |
| 48    | 60 a 64 | 40    |
| 40    | 55 a 59 | 44    |
| 40    | 50 a 54 | 56    |
| 76    | 45 a 49 | 56    |
| 40    | 40 a 44 | 56    |
| 60    | 35 a 39 | 56    |
| 12    | 30 a 34 | 32    |
| 20    | 25 a 29 | 40    |
| 56    | 20 a 24 | 32    |
| 56    | 15 a 19 | 64    |
| 52    | 10 a 14 | 52    |
| 32    | 5 a 9   | 52    |
| 24    | 0 a 4   | 0     |

## Economia
El 2007 la població en edat de treballar era de 919 persones, 683 eren actives i 236 eren inactives. De les 683 persones actives 635 estaven ocupades (326 homes i 309 dones) i 47 estaven aturades (17 homes i 30 dones). De les 236 persones inactives 89 estaven jubilades, 97 estaven estudiant i 50 estaven classificades com a «altres inactius».

### Ingressos
El 2009 a Pérignat-sur-Allier hi havia 533 unitats fiscals que integraven 1.360,5 persones, la mediana anual d'ingressos fiscals per persona era de 21.260 €.

### Activitats econòmiques
Dels 54 establiments que hi havia el 2007, 3 eren d'empreses extractives, 2 d'empreses alimentàries, 1 d'una empresa de fabricació d'altres productes industrials, 8 d'empreses de construcció, 12 d'empreses de comerç i reparació d'automòbils, 2 d'empreses de transport, 2 d'empreses d'hostatgeria i restauració, 2 d'empreses financeres, 1 d'una empresa immobiliària, 7 d'empreses de serveis, 9 d'entitats de l'administració pública i 5 d'empreses classificades com a «altres activitats de serveis».
Dels 13 establiments de servei als particulars que hi havia el 2009, 1 era un taller de reparació d'automòbils i de material agrícola, 2 paletes, 2 guixaires pintors, 1 fusteria, 2 lampisteries, 1 electricista, 2 perruqueries, 1 restaurant i 1 agència immobiliària.
Dels 3 establiments comercials que hi havia el 2009, 1 era un supermercat i 2 fleques.
L'any 2000 a Pérignat-sur-Allier hi havia 4 explotacions agrícoles que ocupaven un total de 360 hectàrees.

## Equipaments sanitaris i escolars
L'únic equipament sanitari que hi havia el 2009 era una farmàcia.
El 2009 hi havia una escola elemental integrada dins d'un grup escolar amb les comunes properes formant una escola dispersa.

## Poblacions més properes
El següent diagrama mostra les poblacions més properes.